# San Ramón (Uruguai)
San Ramón és un municipi de l'Uruguai ubicat al nord del departament de Canelones, a 62 km de Montevideo.

## Geografia
San Ramón es troba al sud de la Cuchilla del Chamizo, al nord del departament de Canelones, dins el sector 11. Tala s'ubica 15 km al sud-est, i el rierol Pilatos i el riu Santa Lucía al nord. Al nord es troba també el límit amb el departament de Florida, i al sud la població de Castellanos.

## Història
El 26 de juny de 1953, pel decret 11.952, San Ramón va rebre la categoria de "ciutat".

## Infraestructura
San Ramón té accés per les rutes nacionals 6, 12 i 63.

## Població
Segons les dades del cens de 2004, San Ramón tenia una població aproximada de 6.992 habitants.
| Any  | Població |
| ---- | -------- |
| 1963 | 5.693    |
| 1975 | 6.594    |
| 1985 | 7.001    |
| 1996 | 6.828    |
| 2004 | 6.992    |

Font: Institut Nacional d'Estadística de l'Uruguai

## Govern
L'alcaldessa de San Ramón és Beatríz Lamas.